# Châteauneuf-sur-Charente
Châteauneuf-sur-Charente je naselje in občina v zahodnem francoskem departmaju Charente regije Poitou-Charentes. Leta 2006 je naselje imelo 3.434 prebivalcev.

## Geografija
Kraj leži v pokrajini Angoumois ob reki Charente, 21 km jugozahodno od središča departmaja Angoulêma.

## Uprava
Châteauneuf-sur-Charente je sedež istoimenskega kantona, v katerega so poleg njegove vključene še občine Angeac-Charente, Birac, Bonneuil, Bouteville, Éraville, Graves-Saint-Amant, Malaville, Mosnac, Nonaville, Saint-Simeux, Saint-Simon, Touzac, Vibrac in Viville s 7.604 prebivalci.
Kanton Châteauneuf-sur-Charente je sestavni del okrožja Cognac.

## Zgodovina
Kraj, prvotno Berdeville, je bil postavljen okoli lesenega gradu, stoječega na otoku; slednji je služil kot kontrolna točka za prehod preko reke. Po požaru leta 1081 je bil na levem bregu reke postavljen novi grad, ob tem se je kraj preimenoval v Châteauneuf. Ozemlje je prvotno do konca 11. stoletja pripadalo grofiji Angoumois, nato v posesti Lusignanov. S stoletno vojno in mirom v Brétignyju (1360) je postal angleški, po dvajsetih letih njihove zasedbe pa pristal pod francosko krono.

## Zanimivosti
- romansko-gotska cerkev sv. Petra z zvonikom in kipom konjenika, ki predstavlja prvega krščanskega rimskega cesarja Konstantina, zgrajena na mestu nekdanjega poganskega svetišča.